# アル・ジョルソン
アル・ジョルソン（Al Jolson、1886年5月26日 - 1950年10月23日）は、アメリカ合衆国の歌手、俳優。歌手としての代表作はジョージ・ガーシュウィン作曲の「スワニー」である。
映画の演技に初めて歌を持ち込んだ人物のひとりであり、音声付き映画（トーキー）の最初期の人気スターとなったことから、かつては20世紀のアメリカを代表するエンターテイナーのひとりと評されたが、「ミンストレル・ショー」を彷彿とさせる黒塗りの顔で黒人を演じていた（このような演技手法は、公民権法施行前の、有色人種に対する人種差別が合法であったアメリカにおいては問題ないとされていた）ことで、後年の評論家から「ブラック・フェイス・パフォーマーの王様」と評され、人種差別を助長したとみなされているため、今日その活動事績はほとんど無視されている。

## 経歴・人物
アル・ジョルソンは、エイサ・ヨエルソン (Asa Yoelson) としてロシア帝国統治下のリトアニア、セレジウス (Seredžius) で東欧系ユダヤ人の家庭に生まれる。父はハッザーン（ユダヤ教の礼拝における先唱者）であった。一族の本来の苗字はヘッセルソン (Hesselson) である。幼い頃に家族と共に渡米し、その後ブロードウェイ・シアターで人気歌手となった。
政治的には保守派であり、1924年の選挙に際しては、他のユダヤ系芸能人が民主党候補ジョン・ウィリアム・デイヴィスを支持していたのに対し、デイヴィスの対立候補のカルヴィン・クーリッジを支持した。
ジョルソンは、1926年に、ヴァイタフォン方式による音声付き映画（トーキー）の短編作品『農園シーンでの歌』に出演し、翌1927年には、商業的に成功した最初の長編トーキー映画『ジャズ・シンガー』で主演を務め、トーキー時代の幕を開けた。1928年の第2回主演映画『シンギング・フール』（パート・トーキー）の大ヒットにより、ジョルソンはトーキーの興行価値を不動のものとした。この頃に「アル・ジョルソンによって映画は歌うことを知った」と評された。

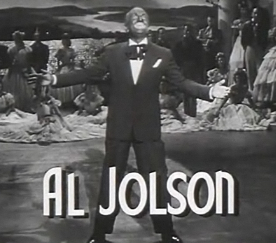
『アメリカ交響楽』（1945）でミンストレルを演じるジョルソン

この頃のジョルソンは、舞台や上記『農園シーンでの歌』『ジャズ・シンガー』などの映画作品で、ミンストレル・ショーを彷彿とさせる黒塗りの顔で黒人を演じ、大げさな演技と黒人のステレオタイプ的な要素を大幅に取り込んだ歌唱法、口笛、そして聴衆に直接語りかけるスタイルを確立し、有色人種に対する人種差別が法的に認められていた当時のアメリカ社会の価値観の中で受容され、人気を得た。
1940年にブロードウェイを引退してからはラジオや映画で活躍。1941年12月にアメリカも参戦した第二次世界大戦に際しては、参戦から終戦に至るまでヨーロッパ戦線を中心に多くの慰問を行った。
1946年にはコロンビア社が彼の伝記映画『ジョルスン物語』を作り、『風と共に去りぬ』以来の大入りを記録。1948年には人気投票でフランク・シナトラやビング・クロスビーやペリー・コモをしのぎ、「最も人気ある男性歌手」部門で1位となった。

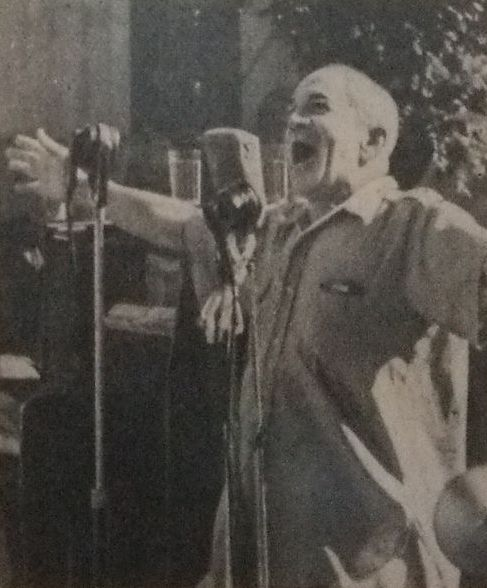
1950年の訪日時

1950年に、医師の反対を振り切って朝鮮半島のアメリカ軍へ慰問に行き、心臓を悪くしたことが彼の死因となった。ジョルソンが心臓麻痺によりサンフランシスコで亡くなった日に、ブロードウェイは彼を偲んで10分間電灯を消した。

## フィルモグラフィ
| 年   | 題                                             | 役                             | 特記         |
| ---- | ---------------------------------------------- | ------------------------------ | ------------ |
| 1926 | 農園シーンでの歌 A Plantation Act              | 本人                           | 映画デビュー |
| 1927 | ジャズ・シンガー The Jazz Singer               | ジェイキー・ラーヴィノヴィッツ |              |
| 1928 | シンギング・フール The Singing Fool            | アル・ストーン                 |              |
| 1929 | 坊や Sonny Boy                                 | 本人                           | カメオ       |
| 1929 | 子守歌 Say It with Songs                       | ジョー・レーン                 |              |
| 1929 | 紐育の囁き New York Nights                     | 本人                           | カメオ       |
| 1930 | マミイ Mammy                                   | アル・フラー                   |              |
| 1930 | ハリウッド盛衰記 Showgirl in Hollywood         | 本人                           | カメオ       |
| 1930 | ビッグ・ボーイ Big Boy                         | ガス                           |              |
| 1933 | 風来坊 Hallelujah, I'm a Bum                   | バンパー                       |              |
| 1934 | ワンダー・バー Wonder Bar                      | アル・ワンダー                 |              |
| 1935 | カジノ・ド・巴里 Go into Your Dance            | アル・ハワード                 |              |
| 1936 | シンギング・キッド The Singing Kid             | アル・ジャクソン               |              |
| 1939 | ワシントン広場の薔薇 Rose of Washington Square | テッド・コッター               |              |
| 1939 | ハリウッド・カヴァルケード Hollywood Cavalcade | 本人                           |              |
| 1939 | 懐しのスワニー Swanee River                    | エドウィン・P・クリスティ      |              |
| 1945 | アメリカ交響楽 Rhapsody in Blue                | 本人                           |              |
| 1946 | ジョルスン物語 The Jolson Story                | 本人                           |              |
| 1949 | ジョルスン再び歌う Jolson Sings Again          | 本人                           |              |
| 1949 | Oh, You Beautiful Doll                         | 本人                           | 最後の作品   |